# Togyz kumalak

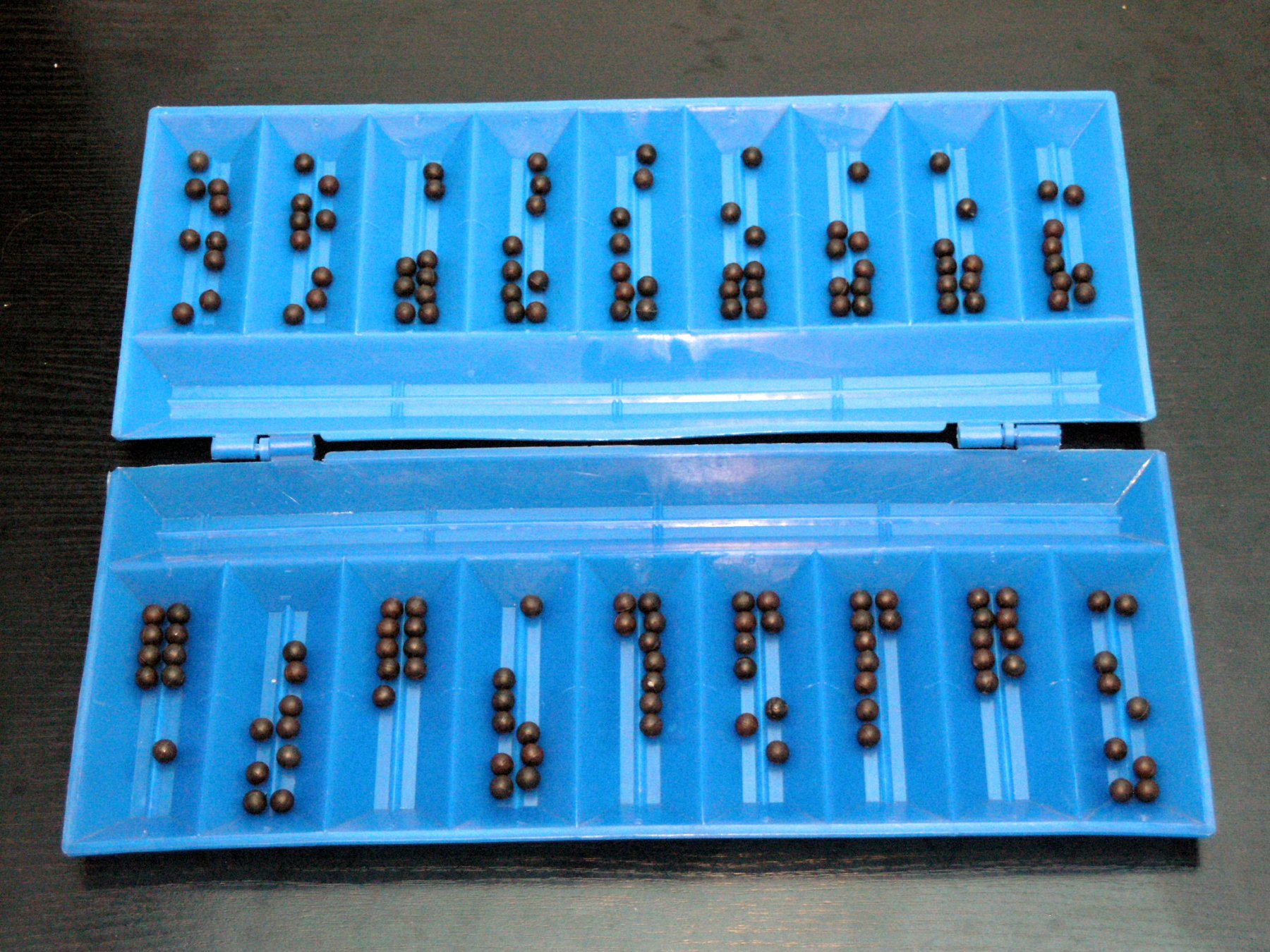
Ein Togyz Kumalak-Brett, das in internationalen Wettbewerben verwendet wird

Togyz kumalak (deutsch Neun Kugeln), übliche deutsche Transkription Togus Kumalak,  ist ein in Kasachstan und der Türkei sehr beliebtes Spiel aus der Mancala-Familie.

## Spielweise

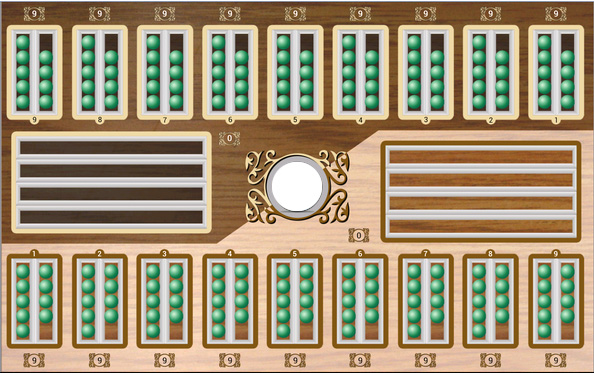
Start-Aufstellung

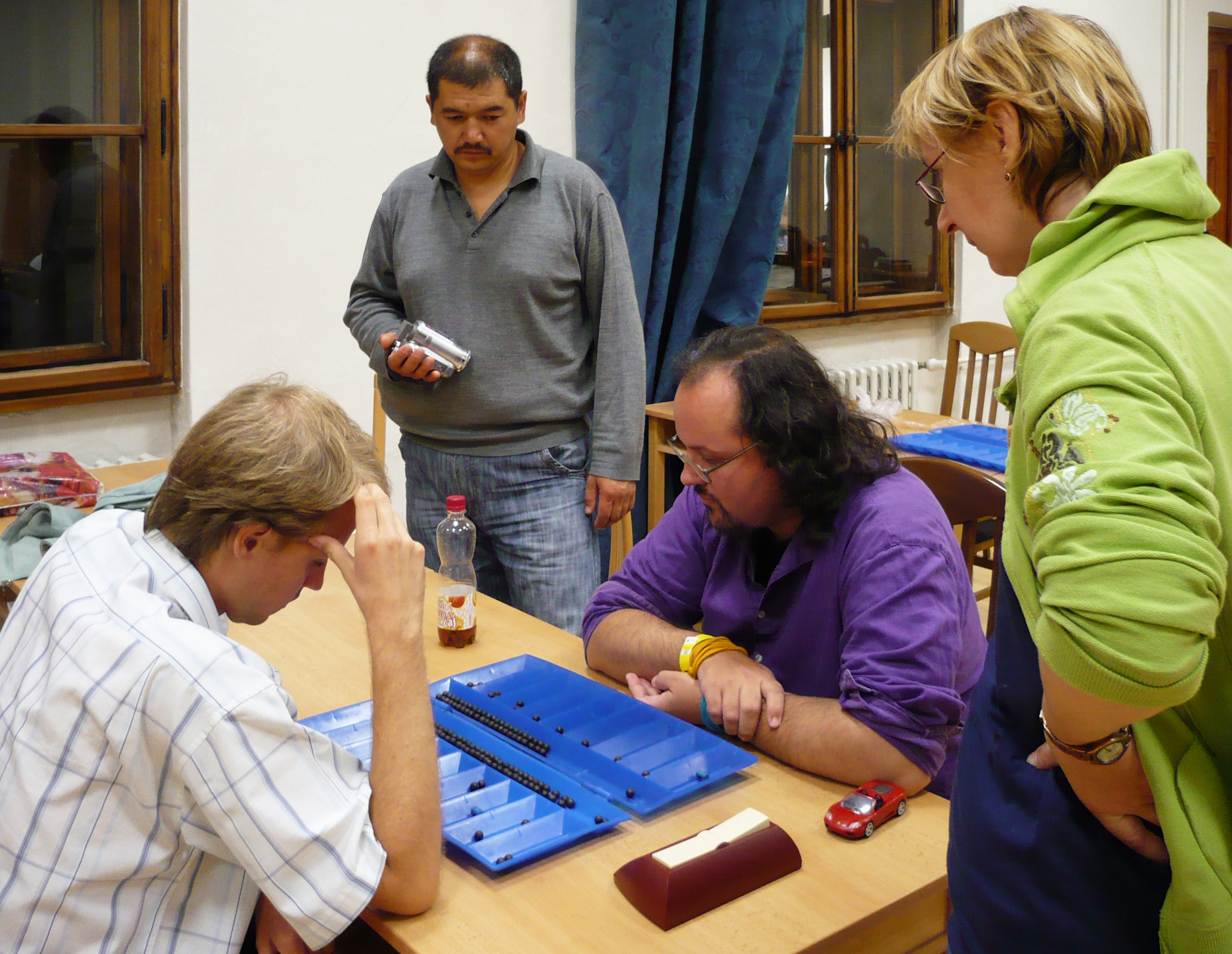
Togyz kumalak

Gespielt wird auf einem Brett, das in zwei Reihen je neun Spielmulden hat. Zu Beginn des Spiels werden je neun Kugeln in die 18 Spielmulden gelegt, insgesamt also 162. Ist man am Zug, nimmt man aus einer seiner Mulden alle Kugeln bis auf eine heraus und verteilt je eine Kugel entgegen dem Uhrzeigersinn auf die weiteren Mulden. Enthält sie nur eine Kugel, kann diese in die folgende Mulde gespielt werden. Füllt die letzte Kugel den Inhalt einer gegnerischen Mulde auf eine gerade Anzahl von Kugeln auf, darf der Spieler sie in seine Kasan, die „Schüssel“ bei den gegnerischen Mulden, schieben. Außerdem kann einmal in einer Partie eine gegnerische Mulde gefangen werden, die dann „Tusdik“ genannt wird. Alle Kugeln, die beim Verteilen in eine Tusdik fallen, gehören dem Spieler, der die Tusdik gemacht hat. Die Partie endet spätestens dann, wenn ein Spieler am Zug ist, jedoch nicht mehr ziehen kann. Die Kugeln, die sich am Ende noch in den normalen Spielmulden liegen, gehören dem Spieler, auf dessen Spielbrettseite sie sich befinden. Es gewinnt, wer die meisten Kugeln gefangen hat. Üblicherweise wird eine Partie jedoch schon dann beendet, wenn ein Spieler 82 Kugeln oder mehr (das heißt mehr als die Hälfte) besitzt. Hat jeder Spieler 81 Kugeln gefangen, ist die Partie unentschieden.

## Historie
Die Forschung geht heute davon aus, dass das Spiel etwa im 16. Jahrhundert über die Seidenstraße bis nach Kasachstan gelangte. Von dort aus soll es über die Mongolei bis in die kasachischen Siedlungsgebiete im Westen Chinas und nach Ostafghanistan vorgedrungen sein. Der Arzt und Ethnologe Richard Karutz beschreibt  in seinem 1911 erschienenen Buch Unter Kirgisen und Turkmenen auf Seite 83 dieses Spiel als eines, das unter Kirgisen häufig gespielt werde.
2020 wurde Togus Kumalak in die UNESCO-Liste des immateriellen Kulturerbes der Menschheit aufgenommen.

## Meisterschaften
In Kasachstan wurden seit 1948 nationale Meisterschaften ausgespielt. In der Sowjetzeit war das Spiel nicht so sehr in der Öffentlichkeit präsent. Nach dem Ende der Sowjetunion und der Unabhängigkeit Kasachstans (Oktober 1990) hat sich das wieder geändert.
Im November 2010 fand in Astana die erste Weltmeisterschaft statt, an der Sportler aus sechzehn Nationen teilnahmen. Den ersten Platz belegte Galymcan Temirbayev (Kasachstan). 2012 war das tschechische Pardubice Schauplatz der zweiten Weltmeisterschaft, die Khakimzhan Eleusinov gewinnen konnte. Die fünfte Weltmeisterschaft fand 2019 in der Türkei statt.
Im Juli 2016 fand in Schweinfurt die Togyzkumalak-Europameisterschaft statt. Weitere Turniere gab es in Deutschland unter anderem in Augsburg und Sinzig.

## Belege
1. ↑  Traditional intelligence and strategy game: Togyzqumalaq, Toguz Korgool, Mangala/Göçürme. UNESCO Intangible Cultural Heritage, 2020.
2. ↑  Togyzkumalak Championship in Germany. In: cyningstan.com, 21. August 2016. (englisch)
3. ↑  Schweinfurt sucht Europameister im kasachischen Nationalsport. In: inFranken.de, 19. Juli 2016.